# Abbeville, Alabama
Abbeville är administrativ huvudort i Henry County i Alabama. Vid 2010 års folkräkning hade Abbeville 2 688 invånare.